# 陰間

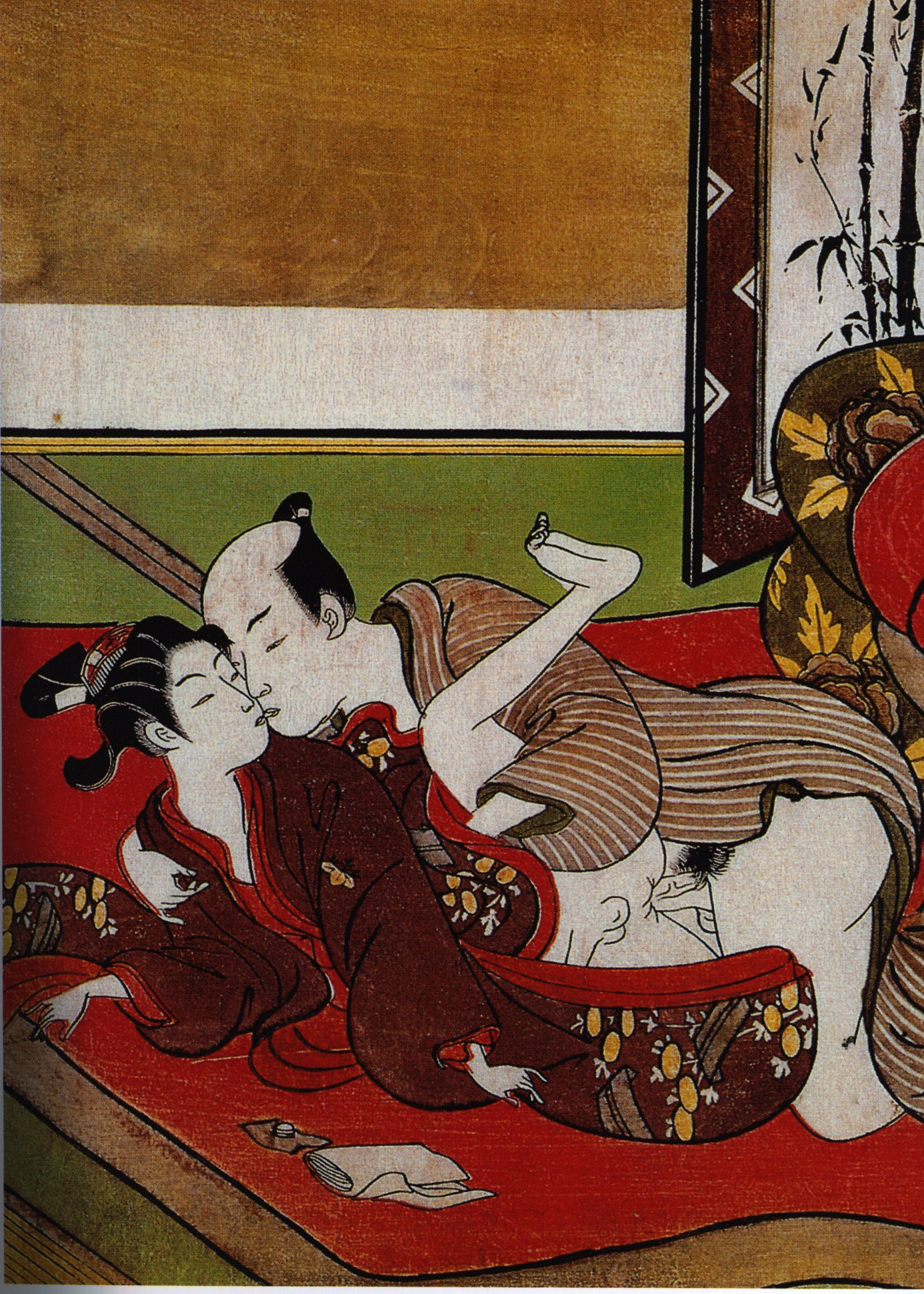
陰間との性交を描いた春画
（鈴木春信 画）

陰間（かげま）とは、江戸時代に茶屋などで客を相手に男色を売った男娼の総称。特に数え13 - 14から20歳ごろの美少年による売色をこう呼んだ。陰間は男性相手が主だったが、女性も客に取ることがあった。数えで20歳ともなれば少年としては下り坂で、その後は御殿女中や後家、商家の人妻を相手にした。

## 沿革
「陰間」とは、本来は歌舞伎でまだ舞台に出ていない修業中の少年役者のことを「陰の間」の役者と呼んだことに由来する。彼らには売色を兼業していたものが少なくなかったため、陰間が男娼を指す語となった。

## 役者の兼業陰間
歌舞伎は当初は女性が舞台に立つ「女歌舞伎」として発達した。しかしそうした女役者たちは売春を兼ねていたため、江戸町奉行所はこれを風紀を乱すものとして寛永6年（1629年）にいっさいの女性が舞台に立つことを禁止した。するとこんどは女歌舞伎と並行して人気を博していた元服前の少年による「若衆歌舞伎」が盛んになった。しかし彼らもまた売色を兼ねており、しかも男客を中心に女客の相手もした。そこで町奉行所は慶安5年（1652年）に若衆歌舞伎も禁止した。
ところがこれで江戸の芝居街は火が消えたように閑散としたものになったため、江戸っ子は繰り返し町奉行所に若衆歌舞伎の再開を嘆願した。そこで奉行所は、役者は前髪を落として月代を剃った「野郎頭」にすること、演目は世相を題材とした演劇を中心として音楽や踊りを控える「物真似狂言尽」とすることの2点を条件として、若衆が舞台に立つことを改めて許可した。以後の歌舞伎を「野郎歌舞伎」と呼ぶ。
しかしその後も役者による売色業は廃れることがなく、女性役をつとめる役者・女形はかえってより実際の女性に近い存在になっていった。そして女形にとって、男性に抱かれることは必須の役者修業のひとつと考えられるようになっていった。こうして修業中の女形は結局陰間を兼ねることになり、陰子（かげご）・色子（いろご）などと呼ばれた。舞台に立つようになっても舞台子（ぶたいご）と呼ばれ、芝居の幕が引かれた後の贔屓客の酒の席に招かれて、その色香が衰えるまで盛んに色を売った。
「恋といふ其源を尋ねれば　ばりくそ穴の二つなるべし」という弘法大師（空海）に仮託して詠まれた一首や「ちょっちょっと陰間を買って偏らず」という川柳も存在する。また、渡辺信一郎『江戸の色道: 古川柳から覗く男色の世界』には、陰間の売色の現実や、すさまじいまでの性技の数々、10歳になるかならぬ子どもの身体を、男色に耐えるように特殊な器具で慣らし鍛える行為や、糞便の匂いで馴染みの陰間を思い出し欲情するという小咄などが紹介されている。

## 専業の陰間と陰間茶屋
原点は江戸時代にさかのぼり、芳町（現在の日本橋人形町）を中心に、湯島天神や麹町平河天神界隈など数ヶ所で営業していた。10代の少年が役者の弟子という名目で陰間宿に抱えられていた。
時代が下ると、舞台に立たない専業の陰間を抱える陰間茶屋も出現し、役者が売色もする芝居小屋とは一線を画すようになっていった。また陰間茶屋に置かれた少年には、女装しないものが多くを占めていた。
当時の風俗では色道の極みは男色と女色の二道を知ることだといわれることもあったため、同性愛者を中心に、粋と珍奇を求める客で陰間茶屋は大いに栄えた。しかしそれも田沼時代の頃から次第に廃れはじめ、明治維新を経て日本が国民皆兵国家になった頃と時を同じくして、陰間茶屋はほぼ消滅した。
『岡場遊郭考』には、「蔭子、又蔭間共、是は舞台子の次にて竝子と云、当時芳町湯島などの子供をさしていふ。按に竝子は多くは若衆なりしが、是舞台子と間違ふ故ならん。予幼年の頃迄は上方の丁稚などの若衆に鬢をいたして結ひ、前髪をゆわへ、髷をゆふときは前髪の上より元にて持たせてゆふ事なり、今芝居にて久松などの髪の風なり、衣類の裏には萌黄木綿を用ゐ、是を見るもの陰間のよふじやなどと申せしが、是等も今は絶えたり、如此若衆の追々衰えしによつて、当時の如く髪の風、女子の如くになりしやいかが、又美童を女の粧に作り寵せらしは、人皇七十七代の帝後白河院常に随侍せしむ、其後室町家、禅家を貴む武家の輩、五山に至る時、喝食を女の姿に作り給仕せしむと云々。是等によりて女子の姿になりしにや」とある。
『風俗七遊談』の陰間の譚には、「此道は出家の専ら修行すべき道にして、俗人はしゐて此道に入て其意味を極めずといふとも必ず過ならず、先舞台子〈堺町、葺屋町、木挽丁〔原文ノママ〕三座〉を上品とす、葭町之に次ぐ、芝の神明、麹町天神、湯島は其次也、赤坂市ヶ谷は是が下たり、浅草馬道本所回向院前を下品とす、京都大阪の産は色もあり、芸もよし、江戸の産は美なるありといへ共、其気甚荒し」とある。
『男色細見三の朝』には、「若衆多くは京大阪より下る故、近年地の仕立子又は外より抱へたるも初めて出す時は下りと披露す」とある。
1932年（昭和7年）11月18日、永井荷風は、新富町の「男色をひさぐ者」の家を訪れた。主人は尾上朝之助という役者で、ほかに3-4人の陰間がいた。荷風は1934年10月26日にも、「女形役者の淫行年々甚しくなれり」として、中村福助と「慶應義塾卒業生河合某」の噂に触れ、「下廻女形役者の中には客に招がれて待合に行くものあり。枕金拾円の由なり」と『断腸亭日乗』に記した。